# Nicolas-Gabriel Vaquette d'Hermilly
Nicolas-Gabriel Vaquette d’Hermilly (1705 — 1778) foi um militar e intelectual francês que se destacou como tradutor para a língua francesa de obras espanholas e portuguesas, entre as quais Os Lusíadas de Luís de Camões.

## Biografia
Vaquette d’Hermilly era originário de uma família da Picardia e iniciou os seus estudos num seminário católico, que abandonou pouco depois por falta de vocação para o sacerdócio. Ingressou então na vida militar.
Terá servido no exército espanhol, apenas se conhecendo como certo que viveu durante um largo período em Madrid, onde frequentou os meios intelectuais ligados à Real Academia Española.
Regressou a França no ano de 1742, tendo-se empregado como inspector militar e depois como censor.
Vaquette d’Hermilly ficou conhecido pelas suas traduções de autores ibéricos e pelas suas obras de história, com relevo para a sua obra Histoire du royaume de Majorque e Minorque (1777) e de uma tradução comentada da obra de Juan de Ferraras que intitulou Histoire générale d’Espagne (1742-1751), que publicou em 10 volumes. No campo das traduções, publicou uma versão francesa de Os Lusíadas de Luís de Camões, aparecida a público em 1776 de colaboração com Jean François La Harpe, bem como versões francesas da Discurso sobre las tragedias españolas de Agustín de Montiano y Luyando (1754), e de um conjunto de obras escolhidas de Francisco de Quevedo (1776).